# Saint-Jean-Saint-Gervais
Saint-Jean-Saint-Gervais é uma comuna francesa na região administrativa de Auvérnia-Ródano-Alpes, no departamento Puy-de-Dôme. Estende-se por uma área de 13,57 km². Em 2010 a comuna tinha 124 habitantes (densidade: 9,1 hab./km²).